# Bibličtina (Slovensko)

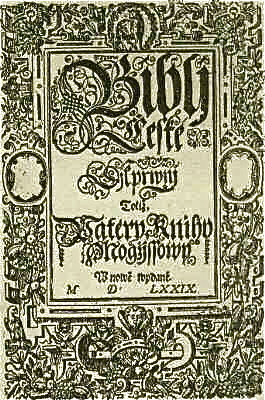
Bible kralická

Bibličtina neboli biblická čeština byl spisovný jazyk, který zavedli českobratrští vzdělanci překladem Kralické bible (odtud název bratrský pravopis). Používal se jako jeden ze spisovných jazyků v 16. stol. - 19. stol. i na Slovensku.
Pravopis bibličtiny se od staršího Husova pravopisu odlišil úpravou diakritických znamének, psaním y a ý a jiných písmen (háčky, u místo původního uo, y, ý po c, z, s, např. cyzý, sýla atd.).
Bibličtinu s takovým pravopisem převzali na Slovensku již v 16. stol. slovenští evangelíci jako bohoslužební jazyk. Do 18. stol. bibličtinu se slovenskými prvky používali jako jeden ze spisovných jazyků mnozí slovenští vzdělanci obou vyznání. V bibličtině vyšlo více vydání zpěvníku Cithara sanctorum (Tranoscius 1636), katechismů a jiných náboženských evangelických knih. V období protireformace, po bitvě na Bílé hoře, se čeští exulanti na Slovensku starali o dodržování normy spisovné bibličtiny v tištěných publikacích. Někteří slovenští evangeličtí vzdělanci se v určitých obdobích přikláněli více k její slovakizované, lidu srozumitelnější formě (Horčička, Masník), v období pronásledování se důsledněji přidrželi bibličtiny.
V 18. stol. se novým vydáním bible (Halle 1722) a dalších knih (Daniel Krman, Matej Bel a další) upevnilo se u slovenských evangelíků používání bibličtiny, zatímco katolíci, zejména v trnavském kulturním centru, slovakizování bibličtiny dále prohloubili (západoslovenská kulturní slovenština), a od roku 1787 používali bernolákovštinu.
V roce 1803 byla při evangelickém lyceu v Bratislavě založena zvláštní Katedra řeči a literatury československé spojená s Ústavem řeči s literatury československé. Vedl ji Juraj Palkovič. V knihách a časopisech, které vydával v bibličtině, bránil bratrský pravopis. Část slovenských spisovatelů v 1. pol. 19. stol. (Ján Kollár a Pavel Josef Šafařík ) začala používat moderní češtinu a od roku 1844 (Ľudovít Štúr) slovenštinu středoslovenského typu.
Bibličtina na Slovensku se v 19. a 20. stol. udržela v evangelických náboženských obřadech, částečně v evangelické náboženské literatuře.
Na gramatický základ bibličtiny navazovala první kodifikace slovenštiny jako spisovného jazyka.